# Johann Ambrosius Bach
Johann Ambrosius Bach (Erfurt, 1645. február 22. – Eisenach, 1695. február 20.), német zenész, Christoph Bach fia, Johann Sebastian Bach apja.
Zenei tanulmányait Arnstadtban kezdi kilencévesen, apja halála után még egy évig ott marad, majd, ezután saját útját kezdi járni.
1667-ben átveszi az erfurti tanács zenei vezetőjének szerepét nagybátyjától.
A Kaufsmannkirchében vette el Elisabeth Lämmerhirtet, ami azt jelentette, hogy abból a családból vett el magának nőt, mint Johann Bach. A Junkersand 3 alatt éltek.
1671-ben udvari- és városi muzsikus lesz Eisenachban, ahol később Johann Sebastian született.
Azt, hogy J. A. Bach írt-e zenét, vagy sem, ezt nem tudni.

## Külső hivatkozások
- Johann Ambrosius Bach on the Sojurn Web site
- Johann Ambrosius Bach on the Bach Cantatas Web site